# روبوتات مستقلة

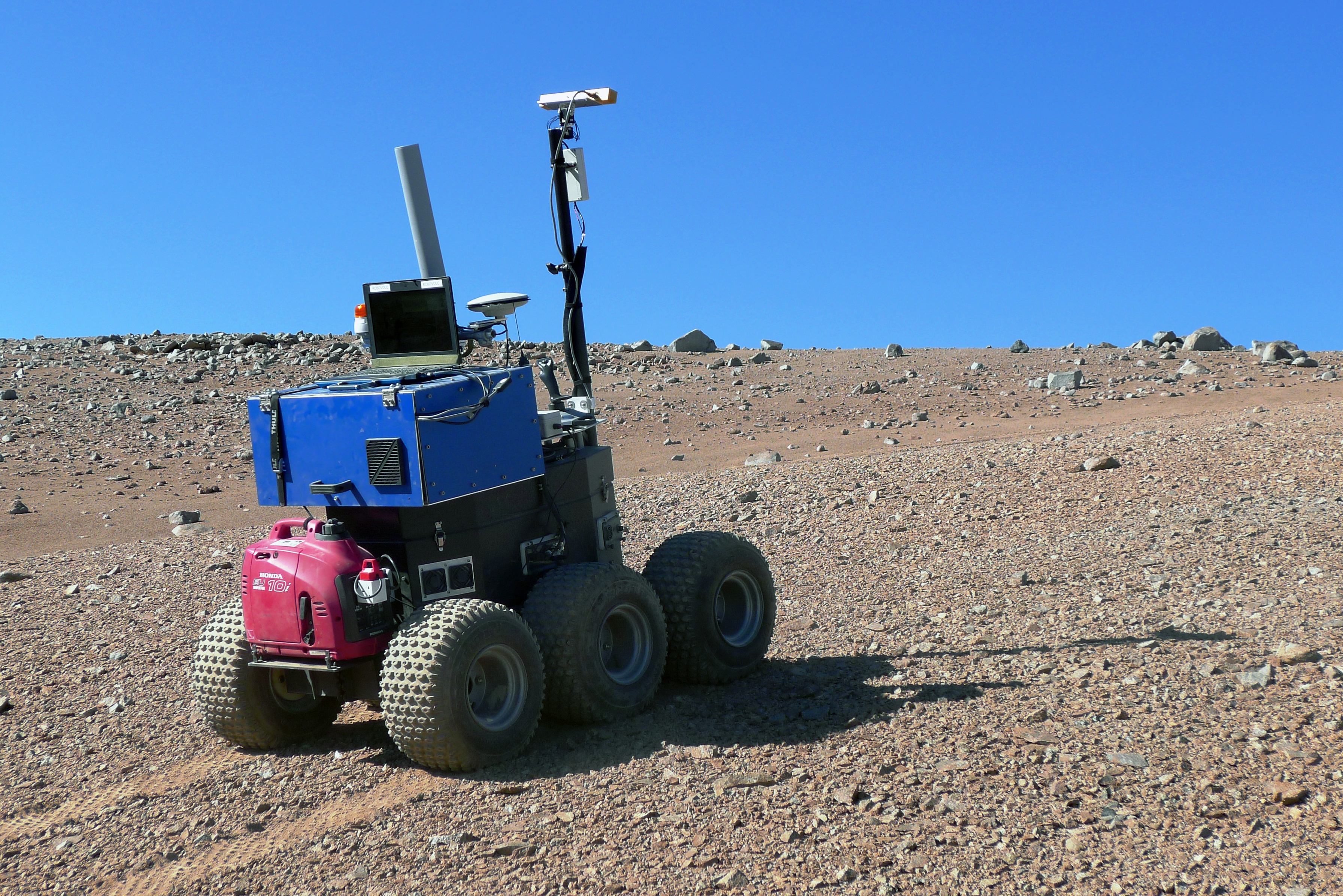
Robot

الروبوت المستقل، ويغرف أيضا باسم الروبوت الالي أو الروبوت الذاتي وهو روبوت يقوم بسلوك أو بمهام بدرجة عالية جدا من الاستقلالية( أي بدون تدخل/تأثير خارجي). وعادة تعتبر الروبوتات المستقلة مجالا فرعيا للذكاء الاصطناعي و الروبوتات وهندسة المعلومات. تم اختراع نسخ مبكرة تم تقديمها وعرضها من قبل المخترع/المؤلف David L. Heiserman.
وتعتبر الروبوتات المستقلة مرغوبة بشكل خاص في عدة مجالات مثل: الرحلات الفضائية، الصيانة المنزلية (مثل التنظيف), ومعالجة مياه الصرف الصحي، وتوصيل السلع وتقديم الخدمات.
تعتبر بعض روبوتات المصانع الحديثة «روبوتات مستقلة» ضمن حدود الصارمة لبيئتها. قد لا تكون كل درجة من الحرية موجودة في البيئة المحيطة بها، لكن مكان عمل روبوت المصنع يعتبر تحديا ويكن ان يحتوي غالبا على متغيرات فوضوية وغير متوقعة. يجب تحديد الاتجاه والمكان  الدقيق للكائن التالي، وحتى في المصانع المتقدمة يتم تحديد نوع الكائن والمهمة المطلوبة. ويمكن ان يختلف هذا بشكل غير متوقع( على الاقل من وجهة نظر الروبوت).
احد المجالات المهمة لأبحاث الروبوتات هو تمكين الروبوتات من التعامل مع بيئتها سواء اكان ذلك على الأرض، تحت الماء، في الهواء، تحت الأرض، أو حتى في الفضاء الخارجي.
بإمكان الروبوتات المستقلة بالكامل :
الحصول على معلومات حول البيئة.
العمل لفترات طويلة دون الحاجة لتدخل بشري.
تحريك اما كل أو جزء من نقسه في  جميع انحاء بيئة التشغيل الخاصة به دون تدخل بشري.
تجنب الموقف التي تضر بالناس، بالممتلكات, أو نفسها ما لم تكن هدء جزءا من مواصفات التصميم الخاصة بها.
قد يتعلم الروبوت المستقل أو اكتساب معرفة جديدة مثل التكيف مع الاساليب الجديدة لإنجاز مهامه أو التكييف مع التغيرات المحيطة به.

## مكونات ومعايير استقلالية الروبوت
الشرط الأول للاستقلالية الجسدية الكاملة هو قدرة الروبوت على الاعتناء بنفسه. يمكن للعديد من الروبوتات التي تعمل بالبطاريات الموجودة في السوق اليوم العثور على محطة شحن والاتصال بها، كما ان بعض الالعاب مثل Aibo من سوني قادرة على الالتحام الذاتي لشحن بطاريتها.
يعتمد الصيانة الذاتية على «استقبال الحس العميق» أو استشعار الحالة الداخلية للروبوت. في مثال الشحن بالبطارية، يمكن للروبوت ان يخبر بطريقة حساسة ان بطاريته منخفضة ومن ثم يقوم بالبحث عن شاحن. جهاز استشعار شائع اخر وهو مراقبة الحرارة. هناك الحاجة إلى زيادة الحس العميق للروبوتات للعمل بشكل مستقل بالقرب من الناس وايضا في البيئات القاسية. تشمل مستشعرات التحسس الشائعة استشعار الحرارة، الضوء, واللمسي، بالإضافة إلى تأثير هول (الكهربائي).